# 優雅な帝国
『優雅な帝国』（ゆうがなていこく、朝: 우아한 제국）は2023年韓国のテレビドラマ。KBS2連続ドラマ。105話。
芸能界を背景に愛と裏切りに翻弄される男女5人の物語。
主演者の一人、キム・ジヌが降板、33話からイ・シガンに交代した。

## 出演
チャン・ギユン：キム・ジヌ（1話 - 32話）→イ・シガン（33話 - 最終回）

ソン・ヒジェ/シン・ジェギョン：ハン・ジワン

チャン・ウヒョク：カン・ユル

ジャクリーン・テイラー/チェ・ミナ：ソン・ソンユン

ナ・スンピル：イ・サンボ

## スタッフ
- 演出：パク・ギホ[1][2]
- 脚本：ハン・ヨンミ[1][2]

## 放送期間
- 2023年8月7日 - 2024年1月19日[1]
  - 毎週月曜日 - 金曜日 19時50分

### 日本での放送
日本での放送は2024年3月4日から9月2日まで、KBS WORLDで放送。
- 2024年3月4日 - 9月2日（同年2月24日、1、2話先行放送）
  - 毎週月・火 22時00分 - 23時20分（2話連続）
    - 毎週土・日 19時50分 - 21時10分（2話連続、再放送）
      - 毎週水・木 12時30分 - 13時50分（2話連続、再々放送）